# Weissia dieterlenii
Weissia dieterlenii là một loài Rêu trong họ Pottiaceae. Loài này được Thér. miêu tả khoa học đầu tiên năm 1924.